# پیماوانسرین
پیماوانسرین (ACP-103؛ BVF-036)، با نام تجاری Nuplazid، یک داروی ضدروان‌پریشی آتیپیک است که برای درمان روان‌پریشی در بیماری پارکینسون تأیید شده‌است. همچنین برای درمان روان‌پریشی در بیماری آلزایمر، اسکیزوفرنی، آژیتاسیون و اختلال افسردگی عمده مورد تحقیق قرار دارد. برخلاف سایر داروهای ضدروان‌پریشی، پیماوانسرین یک آنتاگونیست گیرنده دوپامین نیست.

## تاریخچه

### تولید دارو
پیماوانسرین توسط شرکت داروسازی آکادیا تولید شده است.
انتظار می‌رود که پیماوانسرین، اثربخشی و عوارض جانبی داروهای ضدروان‌پریشی را بهبود ببخشد. نتایج کارآزمایی بالینی برای ارزیابی اثربخشی، تحمل‌پذیری و ایمنیِ پیماوانسرینِ الحاقی به ریسپریدون و هالوپریدول، که در نوامبر ۲۰۱۲ منتشر شد نشان می‌داد که پیماوانسرین، آثار ضدروان‌پریشی دوزهای subtherapeutic ریسپریدون و هالوپریدول را افزایش می‌دهد و تحمل‌پذیری درمان با هالوپریدول را با کاهش بروز عوارض خارج هرمی بهبود می‌بخشد.
این دارو نتایج موردانتظار مرحله سوم کارآزمایی بالینی برای درمان روان‌پریشی در بیماری پارکینسون را برآورده کرد. مرحله دوم کارآزمایی بالینی این دارو برای درمان الحاقی اسکیزوفرنی درکنار یک داروی ضدروان‌پریشی نیز کامل شده است.

#### تایید سازمان غذا و داروی آمریکا
در ۲۹ آوریل ۲۰۱۶، داروی Nuplazid (پیماوانسرین) از سوی سازمان غذا و داروی آمریکا برای درمان توهم مرتبط با روان‌پریشی در بیماری پارکینسون تایید شد. در توصیه غیرالزام‌آور هیئت مشورتی این سازمان که ۱۲ به ۲ به نفع تایید پیماوانسرین رای داد، اشاره شد که این دارو، علیرغم تامین فواید متوسط و ایجاد مسائل ایمنی جدی، به نیاز مهمی پاسخ می‌دهد.
در ۲۹ ژوئن ۲۰۱۸، سازمان غذا و دارو دوزهای جدیدی از پیماوانسرین را برای درمان توهم مرتبط با روان‌پریشی در بیماری پارکینسون تایید کرد. یک کپسول ۳۴ میلی‌گرمی و یک قرص ۱۰ میلی‌گرمی تایید شدند. پیش از آن، بیماران باید دو قرص ۱۷ میلی‌گرمی مصرف می‌کردند تا به دوز ۳۴ میلی‌گرم در روز برسند. دوز ۱۰ میلی‌گرم برای بیمارانی تجویز می‌شود که بازدارنده‌های CYP3A4 (مانند کتوکونازول) هم مصرف می‌کنند.